# Schleesen
Schleesen este o comună în Saxonia-Anhalt, Germania